# 韋駄天翔
《韋駄天翔》（日语：IDATEN翔），是藤原稔裕的漫畫作品，並改編成電視動畫。於2004年4月至2006年10月在Comic Bom Bom連載。東京電視台以漢字表記《韋駄天翔》，在2005年10月1日至2006年9月30日每週的星期六早上9:30開始播放、全52話。

## 故事內容
某一日，一名少年「山登翔」為了取回他與爸爸擁有珍貴回憶的賽道－「X地帶」而踏上由他爸爸所製造的單車「火焰凱薩」與車隊「鯊牙隊」比賽。在他與對手「鮫島牙舞」比賽時，突然在賽道間出現一團黑光，黑光把翔與牙舞吸入，隨後與翔同行的好友「坂卷驅」和「獅堂真琴」；鯊牙隊的眾人也被黑光吸入，他們醒過來後，發現他們去了另一個地方，此地方與翔的爸爸命名的一樣，叫作「X地帶」。在「X地帶」中，有一種用單車進行比賽的「韋駄天競賽」，翔等人即將面對無數的挑戰！

## 登場人物
山登翔（配音員：日：渡邊明乃／港：謝潔貞／台：錢欣郁）
年齡：11
性格衝動的男主角，山登猛的長子及山登步的兄長，熱愛MTB運動，認為MTB運動是高尚的運動，能夠培養友情，坐騎為韋駄天聖車－「火燄凱薩」(炎帝)。與坂巻駆、獅堂真琴等人意外地進入了Ｘ地帶(其實是X地帶的人),所用招式為「韋駄天Jump」和「韋駄天奇蹟跳躍」。「韋駄天Jump」是以跳躍的技巧令單車跳至高空，而不受障礙物影響而超越對手。「韋駄天奇蹟跳躍」則為「韋駄天Jump」的改進版，是加入了他在各同伴所領略到的特性：爆炸力、技術、在水發揮的潛能、跳躍力、爆破力以及破壞力。
- 口頭禪:「燃燒吧！火焰凱薩(炎帝)！如同我的心一樣，灼熱的燃燒起來吧！」

坂巻駆（配音員：日：津村真琴／港：林丹鳳／台：郭馨雅）
年齡：11
男主角，與山登翔、獅堂真琴等人意外地進入了Ｘ地帶，是一個單車修理技師，跟結城小雪學習，常常為小翔與真琴的單車作維修。
獅堂真琴（配音員：日：石毛佐和／港：梁少霞／台：林美秀）
年齡：11
女主角，獅堂京一的妹妹。與山登翔、坂卷驅等人意外地進入了X地帶，性格開朗。坐騎為韋駄天聖車－「海王星」(海神)。
獅堂京一（配音員：日：浪川大輔／港：黃啟昌／台：李世揚）
年齡：漫畫12，動畫15
在山登翔等人較早來到Ｘ地帶，與ST車隊一直戰鬥，因為不想ST車隊知道他的妹妹是真琴，而載上面具。小時候曾被雀鳥襲擊，自此很怕牠們。坐騎為韋駄天聖車－「迅雷國王」(雷王)。所用招式為自創的「獅堂特技」。即是善用於賽道上幼窄的東西（例如鋼纜）以腳踏去滑行。從未完全受黑暗徽章控制的山登猛得到了韋駄天聖車「迅雷國王」與「海王星」，後來把「海王星」交托給他的妹妹－真琴，在和受到黑暗怨念影響期間的山登猛比賽中落敗，而被貼上黑暗徽章，成為Ｘ車隊的首領。坐騎轉為「至尊之虎」(帝國之虎)。其後和小翔比賽中拯救後回復正常。
苛士基／呆助（配音員：日：長島雄一／港：陳卓智／台：林谷珍）
年齡：85
在小翔等人冒險時遇到的一隻貓頭鷹，真正身份是神官一族的統治者－大神官大人 (配音員(港)：盧國權)。很喜歡黏著真琴。
鮫島大牙（配音員：日：楠田敏之／港：黃榮璋／台：李世揚）
年齡：動畫和漫畫都不明，但估計小六
與小翔等人一起進入了Ｘ地帶，為牙舞的哥哥，亦是ST車隊的一份子。曾成為牙舞的手下。擅長入彎技術。
鮫島牙舞（配音員：日：金田晶代／港：伍秀霞／台：孫若瑜）
年齡：11
與小翔等人一起進入了Ｘ地帶，為大牙的弟弟，亦是ST車隊的統領（即鯊牙隊的隊長）。性格固執。曾成為Ｘ世界的統治者，後被小翔所打敗。雖然性格倔強，但是亦曾在自己可以得到白金徽章的時候去救助小翔，可見本性不壞。坐騎為韋駄天聖車－「染血毒牙」(紅牙)。所用招式為「血腥衝擊」(紅牙衝擊)。此招式擁有足以把大岩石擊至粉碎的驚人破壞力。
狐影（配音員：日：竹本英史／港：梁偉德／台：陳旭昇）
年齡：18
性格冷靜，是一個忍者車手。有一個親妹妹叫狐菊,(配音員(港)：張頌欣,第39集起:曾秀清)。曾是牙舞的手下，之後成為小翔的同伴。坐騎為韋駄天聖車－「高空剪刀手」(空刃)。所用招式為「空刃鐮鼬斬」(空刃鐮鼬)及「夢幻百花舞」。「空刃鐮鼬斬」是不斷旋轉車身攻向敵人的招式；「夢幻百花舞」則是製造幻覺令人混亂的招式。在和受到黑暗怨念影響期間的獅堂京一比賽中落敗，而被貼上黑暗徽章。其後和小翔比賽中拯救後回復正常。
亞瑟（配音員：日：岸祐二／港：曹啟謙／台：李世揚）
年齡：21
神官一族的騎士團的其中一個騎士。為了收集情報而偽裝，坐騎為韋駄天聖車－「鎚頭風暴」(重擊)。所用招式為「鎚頭衝擊」(叩碎)，是能夠把賽道的障礙物擊碎的招式。
結城小姐／小雪（配音員：日：水野理紗／港：沈小蘭／台：郭馨雅）
年齡：23
神官一族的統治者－大神官的孫女。為了收集情報而化身MTB修理技師。
山登步（配音員：日：神崎羽津美／港：張頌欣／台：林美秀）
年齡：7
山登猛的次子及山登翔的親弟弟。一坐上MTB上因過度興奮就會失控不斷向前暴衝。在一次和狐影比賽中態度從而得到矯正。在Ｘ車隊出現後與翔等人進入了Ｘ地帶，無意得到由山登猛製造的聖車－「至尊飛龍」(帝國之龍)。(其實是Ｘ地帶的人)
- 口頭禪:「衝吧！至尊飛龍(帝國之龍)！如同我正直的心一樣，往前衝吧！」

山登猛（配音員：日：鄉田穗積／港：朱子聰／台：孫誠）
年齡：41
山登翔與山登步的父親。是神官一族的後裔。因為「至尊Ｘ」被古代怨念影響，而到了帝國島調查，但突然被一股力量傳送到「翔的世界」。某一日，他又被傳送回Ｘ地帶，但之後被古代怨靈附身，而計劃毀滅世界。坐騎為傳說中的聖車－「至尊Ｘ」(帝國Ｘ)。所用招式為「魔王降臨，天地壞亂」。

## 韋駄天聖車
由山登翔與山登步的爸爸－山登猛所製造的九輛韋駄天單車，分別是：火燄凱薩、海王星、迅雷國王、高空剪刀手、鎚頭風暴與染血毒牙。除了這六輛韋駄天聖車之外，還有兩輛由山登猛製造的單車，分別是至尊飛龍與至尊虎：至尊飛龍是山登猛在未完全受黑暗徽章影響的時候製造；至尊虎則相反，以及一部傳說中的韋駄天聖車－至尊Ｘ，這輛單車被製造出來是為了負責維持Ｘ地帶的能量。
- 火燄凱薩 Flame Kaiser（火焰之王者）(TVB版本:炎帝) 屬性: 火

簡介：六輛韋駄天單車之一，並擁有白金徽章。曾在多次比賽中修整，特性是善於在下坡道發揮潛能。在動畫第35集裡經強化改造。
搭乘者：山登翔
- 海王星 Neptune（海中之神）（TVB版本:海神） 屬性: 水

簡介：六輛韋駄天單車之一，特性是善於在水上發揮潛能。在動畫第35集裡經強化改造。
搭乘者：獅堂真琴
- 迅雷國王 Thunder Emperor（閃雷王子）（TVB版本:雷王） 屬性: 雷

簡介：六輛韋駄天單車之一，配合獅堂京一的技術能夠發揮所有克服障礙潛能。在動畫第48集中裡已強化改造。
搭乘者：獅堂京一
- 染血毒牙 Bloody Fang（血紅尖牙）（TVB版本:紅牙） 屬性: 電

簡介：六輛韋駄天單車之一，特性是擁有強勁的驚人破壞力。 在動畫第35集中裡經強化改造。
搭乘者：鮫島牙舞
- 空中剪刀手 Aero Scissers（TVB版本:空刃） 屬性: 風

簡介：六輛韋駄天單車之一，特性是能夠輕盈地跳上高處，跳躍力驚人。 在動畫第35集裡經強化改造。
搭乘者：狐影
- 鎚頭風暴 Hammer Herd（TVB版本:重撀） 屬性: 土

簡介：六輛韋駄天單車之一，特性是擁有強勁的爆破力和上坡性能，能夠將賽道上的障礙物擊至粉碎。在動畫第41集裡已強化改造。
搭乘者：亞瑟
- 至尊青龍 Imperial Dragon（至尊神龍）（TVB版本:帝國之龍）  屬性: 木

簡介：由山登猛在未完全受黑暗徽章影響的時候所製造，擁有比其他人強勁的爆炸力。
搭乘者：山登步
- 至尊白虎 Imperial Tiger（至尊飛虎）（TVB版本:帝國之虎）   屬性: 闇

簡介：由山登猛在受黑暗徽章影響的時候所製造，車身設計能夠糾正車手在座騎上的坐姿。
搭乘者：獅堂京一 → 獅堂真琴 → 山登翔 → 坂巻駆
- 至尊Ｘ Imperial Ｘ（聖車Ｘ）（TVB版本:帝國Ｘ）   屬性: 光

簡介：傳說中被譽為神聖的韋駄天單車，維持住Ｘ地帶的能量。在一段日子後被潛藏怨靈附著，其後怨靈附上猛身上後變為邪惡。
搭乘者：山登猛

## 主題歌
- 片頭歌
  1. 「RED ZONE!!!」──ツバメスケッチ（Swallow sketch）第1集~第22集,(第52集中為片尾曲)

為*#「Your World」──けちゃっぷmania（Disregarding mania）第23集~第51集
- 片尾歌
  1. 「明日花」──ホイフェスタ（Hoifesta）第1集~第22集
  2. 「シャララ」（Sha la la）──ツバメスケッチ（Swallow sketch）第23集~第51集
- 香港版片頭歌
  1. 「單車王子」（又名：起飛）

作曲：葉肇中、作詞：鄭櫻綸、主唱：鄧健泓

## 各話列表
| 集數 | 中文標題                      | 日文標題 | 腳本       | 分鏡       | 演出              | 作畫監督                   |
| ---- | ----------------------------- | -------- | ---------- | ---------- | ----------------- | -------------------------- |
| 1    | MTB的戰鬥                     |          | 志茂文彦   | 濱名孝行   | 濱名孝行          | 谷津美弥子                 |
| 2    | 大逃脫！砂丘之戰              |          | 志茂文彦   | 山田健学   | 高橋順            | 飯田宏義                   |
| 3    | 衝擊！初次敗北                |          | 志茂文彦   | 布施木一喜 | 布施木一喜        | 杉本道明                   |
| 4    | 奪回！我的MTB                 |          | 藤田伸三   | 山崎浩司   | 森義博            | 植田實                     |
| 5    | 火山城的戰鬥！！              |          | 三浦浩兒   | 濱名孝行   | 高橋順            | 及川博史                   |
| 6    | 極限大腦隊的挑戰              |          | 高橋奈津子 | 山田健学   | 田中一            | 松浦仁美                   |
| 7    | 哇！MTB的幕場                 |          | 坂井史世   | 布施木一喜 | 岡崎幸男          | 小林一三                   |
| 8    | 海王星登場！                  |          | 吉村清子   | 松澤建一   | 松澤建一          | 飯田宏義                   |
| 9    | 假面少年的真面目！            |          | 志茂文彦   | 布施木一喜 | 布施木一喜        | 杉本道明                   |
| 10   | 出現、最強的敵人！！          |          | 藤田伸三   | 曙龍俱     | 曙龍俱            | 濱森理宏                   |
| 11   | 船上的賽場！ST集團的陷阱      |          | 三浦浩兒   | 濱名孝行   | 高橋順            | 松岡秀明                   |
| 12   | 夢想中的黃金渡假旅館城        |          | 吉村清子   | 森義博     | 高島大輔          | 山本里織                   |
| 13   | 學校之戰！爆炸、韋馱天十字！  |          | 坂井史世   | 多田俊介   | 多田俊介          | 佐藤陽子                   |
| 14   | 打到火焰凱撒的男子！          |          |            | 布施木一喜 | 布施木一喜        | 飯田宏義                   |
| 15   | MTB的王子殿下                 |          | 吉村清子   | 山崎浩司   | 高橋順            | 松浦仁美                   |
| 16   | 雨中的死戰、海王星的覺醒      |          | 三浦浩兒   | 森義博     | 森義博            | 谷津美弥子                 |
| 17   | 真相大白！ST集團的秘密        |          | 志茂文彦   | 濱名孝行   | 高島大輔          | 濱森理宏                   |
| 18   | 新的刺客！兄妹的試煉戰鬥      |          | 坂井史世   | 山田健学   | 浦田保則 山田康行 | 小林一三                   |
| 19   | 對決！火焰凱撒VS.迅雷國王     |          | 藤田伸三   | 松澤建一   | 松澤建一          | 小川一郎                   |
| 20   | 強敵！忍者騎士…孤影           |          | 藤田伸三   | 曙龍俱     | 曙龍俱            | 茂木琢次                   |
| 21   | X城的守門員                   |          | 高橋奈津子 | 森義博     | 森義博            | 山本里織                   |
| 22   | 終於到達！X城                 |          | 志茂文彦   | 布施木一喜 | 布施木一喜        | 杉本道明                   |
| 23   | 韋馱天淘汰錦標賽開幕          |          | 坂井史世   | 山田健学   | 高島大輔          | 飯田宏義                   |
| 24   | 小翔VS真琴！淘汰賽第二回合！  |          | 吉村清子   | 濱名孝行   | 田中一            | 松岡秀明                   |
| 25   | 第六輛韋馱天機車-鎚頭風暴     |          | 志茂文彦   | 多田俊介   | 多田俊介          | 佐藤陽子                   |
| 26   | 必殺！獅堂特技                |          | 三浦浩兒   | 松澤建一   | 松澤建一          | 松浦仁美                   |
| 27   | 激戰！槌頭風暴VS.空中剪刀手   |          | 藤田伸三   | 森義博     | 森義博            | 茂木琢次                   |
| 28   | 決戰的陰謀                    |          | 高橋奈津子 | 山田健学   | 高島大輔          | 濱森理宏                   |
| 29   | 最終決賽！勝利的會是誰？      |          | 吉村清子   | 布施木一喜 | 田中一            | 飯田宏義                   |
| 30   | 衝吧！進入X塔                 |          |            |            |                   |                            |
| 31   | 最終決戰！火焰凱薩VS.染血毒牙 |          | 志茂文彦   | 濱名孝行   | 森義博            | 松岡秀明                   |
| 32   | 再會了 X城                    |          | 志茂文彦   | 濱名孝行   | 高島大輔          | 松浦仁美                   |
| 33   | 新的強敵 名叫做..X隊          |          | 志茂文彦   | 多田俊介   | 多田俊介          | 佐藤陽子                   |
| 34   | 再次回到X地帶                 |          | 三浦浩兒   | 渕上真     | 山本靖貴          | 茂木琢次                   |
| 35   | 衝擊！小翔的父親還活著        |          | 坂井史世   | 高島大輔   | 高島大輔          | 濱森理宏                   |
| 36   | 爆走！至尊飛龍！！            |          | 藤田伸三   | 森義博     | 森義博            | 櫻井木之實                 |
| 37   | 恐怖的黑暗徽章                |          | 坂井史世   | 高橋順     | 高橋順            | 山本里織 植田實 小美戸幸代 |
| 38   | 牙舞的誘惑 火焰凱薩的大危機   |          | 吉村清子   | 安藤貴史   | 安藤貴史          | 谷津美弥子                 |
| 39   | 白熱！至尊飛龍VS.空中剪刀手   |          | 三浦浩兒   | 山田健学   | 田中一            | 飯田宏義                   |
| 40   | 那那西森林的不可思議比賽      |          | 高橋奈津子 | 布施木一喜 | 高島大輔          | 杉本道明                   |
| 41   | 亞瑟的挑戰！前往幻之島的道路  |          | 吉村清子   | 多田俊介   | 多田俊介          | 佐藤陽子                   |
| 42   | 韋馱天聖車大集合！和X隊的決戰 |          | 藤田伸三   | 森義博     | 森義博            | 松浦仁美                   |
| 43   | 小翔VS獅堂！賭上靈魂的決鬥    |          | 坂井史世   | 曙龍俱     | 平井義通          | 植田實                     |
| 44   | 衝擊的再現！至尊X出現！       |          | 志茂文彦   | 濱名孝行   | 田中一            | 松岡秀明                   |
| 45   | 第二個島出現！世界開始崩毀    |          | 三浦浩兒   | 山本靖貴   | 山本靖貴          | 濱森理宏                   |
| 46   | 大襲擊！X車隊對VS至尊飛龍     |          | 高橋奈津子 | 高橋順     | 高橋順            | 櫻井木之實                 |
| 47   | 傳說中的練習場 小翔的特訓！   |          | 吉村清子   | 山田健学   | 高島大輔          | 飯田宏義                   |
| 48   | 奇蹟的力量！新的必殺技 炸裂   |          | 藤田伸三   | 松澤建一   | 松澤建一          | 田畑昭 冨田收子            |
| 49   | 火焰凱薩VS.韋馱天騎士隊       |          | 三浦浩兒   | 森義博     | 森義博            | 杉本道明                   |
| 50   | 決戰！至尊島！                |          | 志茂文彦   | 濱名孝行   | 山本靖貴          | 松岡秀明                   |
| 51   | 命運的對決 山登翔最後的戰鬥   |          | 志茂文彦   | 濱名孝行   | 山本靖貴          | 植田實                     |
| 52   | 新的旅程 世界甦醒吧！         |          | 志茂文彦   | 濱名孝行   | 高橋順            | 谷津美弥子                 |

## 工作人員
- 原作：藤原敏博、江鳥告（講談社刊『Comic Bom Bom』連載）
- 規劃：深澤幹彦（東京電視台）、中村直樹（MediaNet）、勝股英夫（Aniplex）
- 規劃協力：Tomy
- 系列構成：志茂文彦
- 人物設計・規劃監督：谷津美彌子
- 美術監督：鈴木聰、いそぶちちか
- 背景：高野正道
- 色彩設計：赤間美佐子
- 虛擬攝影監督：水谷英二
- 音樂：高梨康治
- 音響監督：平光琢也
- 音響効果：依田安文
- 錄音調整：依田章良
- 錄音助手：川口珠代、砂押知宏
- 音響制作：Jinnan Studio
- 製作擔當：立石彌生
- 音樂製片人：岸本俊一
- 音樂制作・協力：日本新力音樂、Aniplex、ttmnet
- 製造者：菅野和人（TRANS ARTS）
- 線協調者：森田俊昭（TRANS ARTS）
- 製片人：東不可止（東京電視台）、八田紳作（MediaNet）、與那城香（Aniplex）
- 監督：濱名孝行
- 動畫製作：TRANS ARTS
- 制作協力：Production I.G
- 製作：東京電視台、MediaNet、Aniplex

## 獎項
- 2007兒歌金曲頒獎典禮－－「十大兒歌金曲」- 鄧健泓 -《單車王子》

## 播放電視台
| 播放地區       | 播放電視台   | 播放日期                        | 播放時間（UTC+9）        |
| -------------- | ------------ | ------------------------------- | ------------------------ |
| 關東廣域圈     | 東京電視台   | 2005年10月1日 - 2006年9月30日   | 星期六 9:30 - 10:00      |
| 愛知縣         | 愛知電視台   | 2005年10月2日 - 2006年10月1日   | 星期日 7:00 - 7:30       |
| 大阪府         | 大阪電視台   | 2005年10月2日 - 2006年10月1日   | 星期日 10:30 - 11:00     |
| 北海道         | 北海道電視台 | 2005年10月9日 - 2006年10月8日   | 星期日 7:00 - 7:30       |
| 岡山縣、香川縣 | 瀨戶內電視台 | - 2006年10月1日                 | 星期日 7:00 - 7:30       |
| 福岡縣         | TVQ九州放送  |                                 | 星期日 7:00 - 7:30       |
| 鳥取縣・島根縣 | 日本海電視台 |                                 | 星期三 16:00 - 16:30     |
| 奈良縣         | 奈良電視台   |                                 | 星期一 18:00 - 18:30     |
| 山形縣         | 山形電視台   |                                 | 星期日 6:30 - 7:00       |
| 日本全域       | AT-X         | 2005年10月11日 - 2006年10月10日 | 星期二 9:00 - 9:30       |
| 日本全域       | Toon 迪士尼  | 2007年10月1日 - 2008年          | 星期一至五 19:30 - 20:00 |

| 播放地區 | 播放電視台 | 播放日期                    | 當地播放時間           |
| -------- | ---------- | --------------------------- | ---------------------- |
| 香港     | 翡翠台     | 2007年7月22日－2008年2月2日 | 星期六、日 17:00-17:30 |
| 臺灣     | Animax     | 2010年1月25日－3月1日       | 星期一至五 18:00-19:00 |

## 外部連結
- http://www.idatenjump.com （页面存档备份，存于）
- http://www.tv-tokyo.co.jp/anime/idaten/ （页面存档备份，存于）
- http://heppokor.exblog.jp/ （页面存档备份，存于）
- [永久]

| 東京電視台 星期六 9:30-10:00 節目 | 東京電視台 星期六 9:30-10:00 節目         | 東京電視台 星期六 9:30-10:00 節目 |
| --------------------------------- | ----------------------------------------- | --------------------------------- |
|                                   | 韋駄天翔 （2005年10月1日－2006年9月30日） |                                   |
| 完美超人JOE                       | 彩虹水滴                                  |                                   |